# Adyar

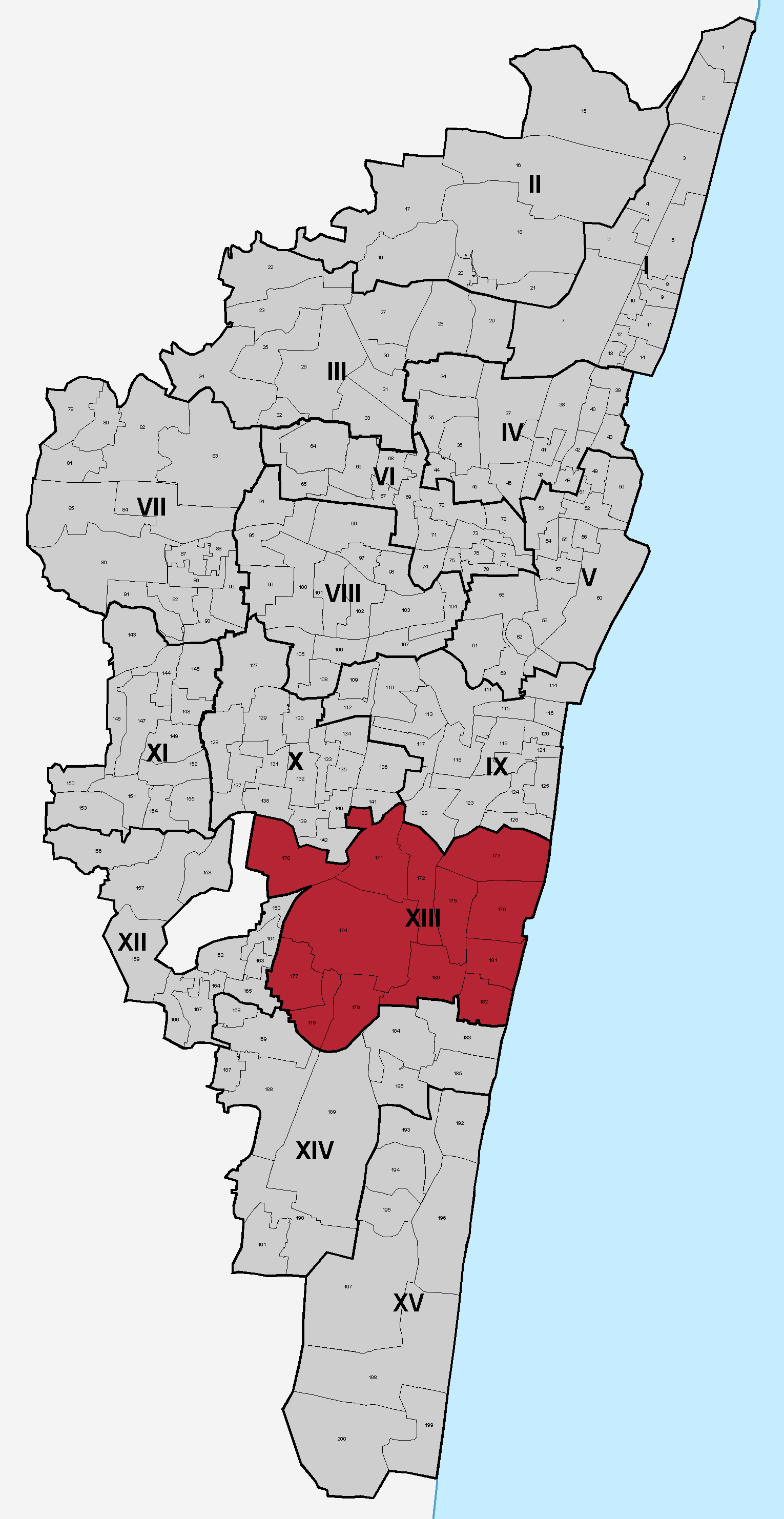
Lage der Zone Adyar in Chennai

Adyar (Tamil: அடையாறு Aṭaiyāṟu [ˈaɖɛi̯jaːr(ɯ)]; auch Adayar, Adaiyar) ist ein Stadtteil von Chennai (Madras) im Bundesstaat Tamil Nadu. Er liegt im Süden Chennais an der Südseite des Flusses Adyar. Adyar bildet eine von 15 Zonen (zones) von Chennai und umfasst 13 Stadtviertel (wards).

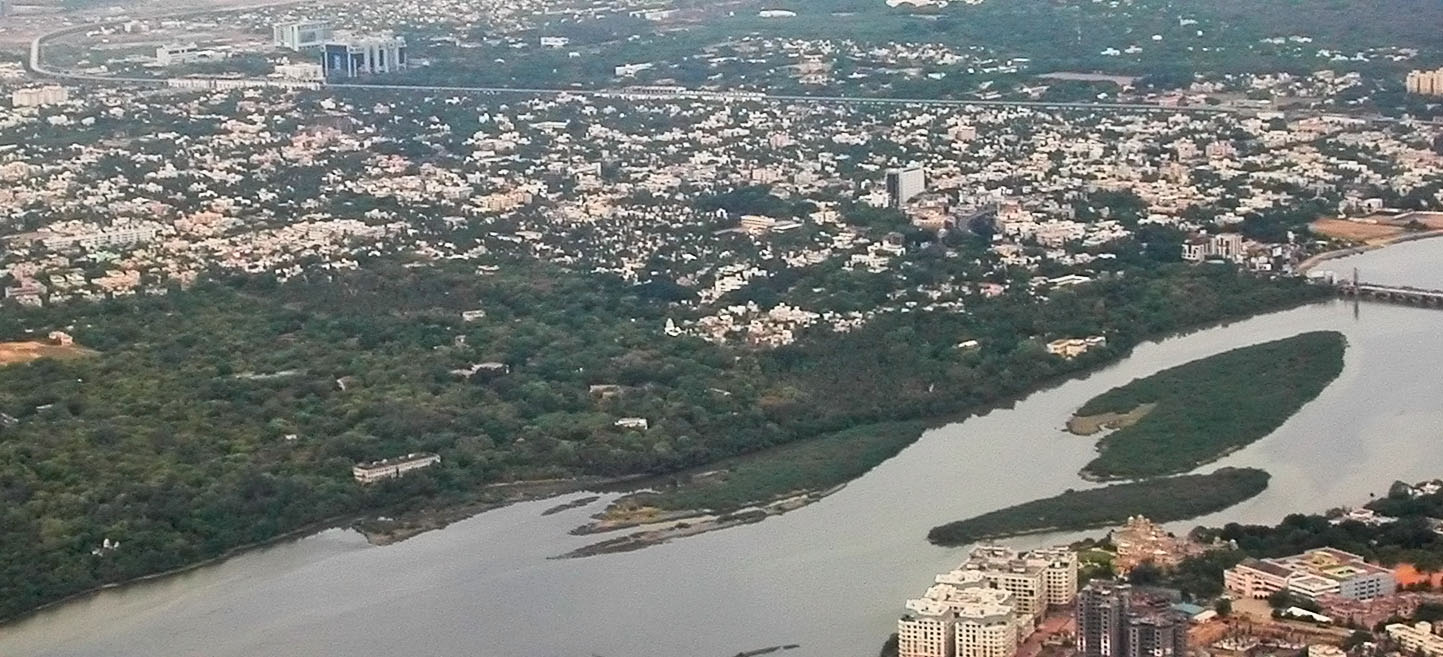
Blick auf Adyar und den Fluss Adyar, die Waldflächen am linken Ufer gehören zur Adyar-TG

Der eigentliche Stadtteil Adyar umfasst nur einen Teil der gleichnamigen Zone. Seine Grenzen sind nicht klar definiert, der Stadtteil lässt sich aber recht deutlich gegen Besant Nagar im Osten, Tiruvanmiyur im Süden, Guindy im Westen und Mylapore im Norden abgrenzen. die Grenze zu Guindy bildet der Buckingham Canal, die zu Mylapore der Adyar-Fluss. Die Zone Adyar umfasst neben Adyar im engeren Sinne auch Besant Nagar, Tiruvanmiyur, Guindy und weitere Gebiete wie Velachery oder Saidapet.
Schon früh bekannt wurde Adyar durch die Theosophische Gesellschaft (die spätere Adyar-TG), welche 1882 ihr Hauptquartier hierher verlegte und theosophische Logen und Zentren auf der ganzen Welt gründete. Das Hauptquartier der Theosophischen Gesellschaft befindet sich inmitten eines 109 Hektar großen Gartens am Ufer des Adyar-Flusses.
In den späten 1970er und frühen 1980er Jahren wurden in Adyar viele Wohnungen gebaut, wodurch ganze Wohnviertel entstanden. Seit 1959 gibt es eine Universität und in den späten 1990er Jahren siedelten sich zahlreiche Unternehmen aus der IT-Branche hier an. Auch das weltweit größte Leder-Forschungsinstitut, das „Central Leather Research Institute“ hat seinen Sitz in Adaiyar.

## Theosophische Gesellschaft Adyar
Die Theosophische Gesellschaft Adyar ist eine theosophische Organisation, die sich aus der 1875 in New York City gegründeten Theosophischen Gesellschaft (TG) entwickelte. Das Hauptquartier befindet sich in Adyar. Sie ist heute die mit Abstand größte TG und in mehr als 60 Ländern der Welt aktiv, darunter auch in Deutschland, Österreich und der Schweiz. Neben ihrem klassischen Wirkungsspektrum im Bereich Esoterik und Religion übte sie im Laufe ihrer Geschichte großen Einfluss auf Gesellschaft, Politik, Kunst und Wissenschaft aus. Die in Adyar geborene Radha Burnier war Präsidentin der Theosophischen Gesellschaft Adyar.